# 邦外区
邦外区，旧译班歪区，是缅甸佤邦勐冒縣下辖的一个区。

## 地理
邦外区位于勐冒县北部，东接栋玛区，南接王冷区和公明山区，西接富邦县南邓区，北邻中国云南省沧源县单甲乡、勐董镇、班洪乡和班老乡。

## 历史
1968年，缅共收编绍帕、昆马、岩城、户算等地佤族游击队，在绍帕地区设立绍帕区。2008年12月，更名为班歪区。2023年8月5日，再更名为邦外区。

## 行政区划
邦外区下辖11乡：
- 得龙乡
- 司岗惹乡
- 农东乡：公机村
- 刀宝乡：永邦村
- 邦布龙乡
- 东嘎乡：步日村
- 梅布龙乡
- 街道乡
- 梅兰乡：梅兰村
- 公果乡
- 永莫乡：永莫村、金顶村[3]
- 公归乡：翁毕村[4]